# Олімпік (судно)
«Олімпік» (англ. RMS Olympic) — трансатлантичний лайнер компанії «White Star Line», перший із серії трьох лайнерів класу Олімпік. Двома іншими суднами були «Титанік» і «Британнік». Всі три судна задумувались, як конкуренти «Лузітанії» і «Мавританії», які належали компанії «Cunard Line».

## Ідея. Будівництво
«Олімпік» був першим судном «White Star Line» класу Олімпік. Другим судном був «Титанік», а третє судно було «Гігантік», але після загибелі «Титаніка» його перейменували на «Британнік». Всі три лайнери були набагато більшими і розкішнішими, ніж «гончі» Кунарда — «Лузітанія» і «Мавританія», але помітно повільніші. Компанія «White Star Line» вирішила обійти конкурентів не за допомогою швидкості, а за рівнем комфорту. Хоча всі три кораблі ввійшли в історію як чотирьохтрубні, їх планували зробити з трьома трубами, але, для надання судну більш естетичного вигляду, була встановлена четверта, фальшива, труба.
Кіль «Олімпіка» був закладений в грудні 1908 року, а 20 жовтня 1910 року «Олімпік» був спущений на воду. Корпус лайнера був пофарбований в білий колір, щоб краще виглядати на фото, тому що «Олімпік» був головним елементом в рекламній кампанії. Після спуску на воду корпус був перефарбований в чорний колір.

## Кар'єра
Перше плавання «Олімпіка» відбулося 14 червня 1911 року. Подорож відбулась без інцидентів і була навіть дуже успішною. Корабель йшов зі середньою швидкістю в 21,7 вузлів при витраті вугілля в 650 тонн на добу (для порівняння: «гончі» Кунарда витрачали 1000 тонн на добу).
З часом пасажири почали скаржитись на негоду, бо променад на палубі А був повністю відкритим, через що пасажирів заливало в шторм. Було вирішено засклити передню частину палуби А на «Титаніку». Це і є основна різниця між суднами.

### Зіткнення із крейсером «Гоук»
20 вересня 1911 року «Олімпік» йшов по фарватеру із Саутгемптона до острова Вайт, щоб, повернути до мису Іджипт, вийти через Спідхедский рейд і завершити черговий рейс через Атлантику.
Офіцери лайнера добре знали фарватер, але обережність ще нікому не завадила. Вони зайняли місця для спостереження: помічник капітана Вайльд знаходився на носі, перший офіцер Мердок — на кормі, другий офіцер — у «воронячому гнізді» фок-щогли. Капітан лайнера Сміт стояв поруч з кермовим, але не командував, оскільки судно вів лоцман.
О 12.37 великий пароплав зробив поворот на південь-захід. У цей момент всі, хто був на містку, звернули увагу на сірий двотрубний крейсер, котрий, знаходячись за 3,1 милі за кормою «Олімпіка», теж направлявся до Спідхеда. У Спідхеді розміщалась база Королівського флоту.
Пройшло ще три хвилини. За командою лоцмана лайнер повільно пішов вліво, оминаючи буй Торн-Нол. Швидкість «Олімпіка» була досить високою, і капітан Сміт вирішив допомогти стерну машиною: ліва зупинилась, а потім запрацювала «повний назад». Одночасно сирена лайнера видала два короткі свистки.
Піднявшись на ходовий місток, командир крейсера «Гоук» командор Блант відразу помітив дві хмарки, що виривалися з труби лайнера. «Олімпік» став розвертатись, показуючи усіяний ілюмінаторами чорний борт і ледь нахилені труби.
О 12.43 лайнер обійшов буй, і ліва машина запрацювала «повний вперед». Швидкість судна почала зростати. «Гоук» у цей час оминув мис Іджипт і йшов зі швидкістю 15 вузлів. Силою інерції судна нестримно тягнуло одне до одного. Їх курси сходились під кутом 15°. Спочатку крейсер повільно доганяв лайнер і обидва кораблі йшли, що називається, місток в місток, а коли «Олімпік» збільшив хід, «Гоук» почав відставати.
Один з пасажирів лайнера, полковник Вайт, з високої палуби «Олімпіка» з цікавістю розглядував всього «Гоука». Тоді «Олімпік» йшов курсом 79°, а «гоук» — 86°, наближаючись до мису Іст-Коуіс. Несподівано «Гоук» різко повернув вліво і кинувся на лайнера. Вайт перегнувся через огорожу і подивився за корму — кільватерна лінія пасажирського судна була ідеально прямою, але через декілька секунд ніс крейсера сховався під кормовим розвалом «Олімпіка». Всі відчули легкий поштовх — кораблі зіткнулись.
Зразу ж після події обидва капітани наказали зачинити водонепроникні двері і виявити пошкодження. В правому борті «Олімпіка», десь за 21 метр від корми, була 14-метрова пробоїна, котра, втім, нічим не загрожувала велетенському судну. Переконавшись в цьому, капітан Сміт відвів лайнер у затоку Осборі. Там пасажирів пересадили на невеликий пароплав, а пошкоджений «Олімпік» пішов на ремонт.
«Гоук» постраждав більше. Його довгий ніс з виступаючим форштевнем звернуло на бік, частину обшивки зірвало, але перебірки витримали. Блант обережно відвів скалічений корабель на ремонт у Портсмут.
Жертв, на щастя, не було. «Олімпік» і «Гоук» досить скоро вийшли в море, але інцидент на цьому не закінчився, а перетворився в скандальну судову справу. Через два місяці після аварії компанія «White Star Line» звинуватила командора Королівського флоту в тому, що його крейсер протаранив лайнер. Адміралтейство не думало захищатися. Воно звинуватило капітана Сміта в необережності і недбалості. «White Star Line» була визнана винною і була змушена виплатити компенсацію.

### Загибель «Титаніка». Модернізація
Світ був шокований після загибелі «непотоплюваного» «Титаніка», а якщо потонув один «непотоплюваний», потоне і другий. Моряки почали страйкувати: вони не хотіли виходити в рейс на небезпечному судні з недостатньою кількістю човнів. Тому водонепроникні перебірки були підняті до палуби Б, а також збільшено число рятувальних човнів: від 20 до 64. Тільки після тих змін моряки знову згодились виходити на «Олімпіку» в море.

## Перша світова війна
В роки Першої світової війни «Олімпік» служив військовим транспортом. Він брав участь в операції по рятуванню крейсера «Audacious».
12 травня 1918 року «Олімпік», йдучи в супроводі 4 есмінців, зустрівся з німецьким підводним човном U-103. U-103, знаходячись на поверхні, запустив по кораблю 3 торпеди, але від двох корабель ухилився, а третя потонула не досягнувши цілі. Тоді «Олімпік», не маючи на борту серйозного озброєння, поплив на підводного човна і потопив його тараном.
Молодший брат «Олімпіка» «Британнік» (перейменований «Гігантік») був втрачений 21 листопада 1916 року, коли наштовхнувся на міну біля острова Кеа в Егейському морі.

## Спадок
На заході своєї насиченої кар'єри лайнер протаранив ще один корабель. 15 травня 1934 року «Олімпік» плавав під час сильного туману. Раптом «Олімпік» ледь побачив маленькі вогники. Вони ставали все більшими і більшими. Капітан наказав зупинити двигуни. Корабель ніби не слухався все плив далі і далі. Уже було видно маленький плавучий маяк. «Олімпік» на великій швидкості протаранив цього маяка — «Нантакета» (англ. Nantucket). Загинуло 7 осіб (екіпаж). «Нантакет» зник з поверхні. «Олімпік» не сильно постраждав. Було протаранено два відсіки.
Після списання в 1935 році багато елементів з оздоблення «Олімпіка» були використані в готелі «Білий Лебідь». Їх брали за зразок кінематографісти при створенні декорацій для зйомок фільму «Титанік».